# Krebsögersteg
Krebsögersteg ist ein Wohnplatz der Stadt Radevormwald im Oberbergischen Kreis im nordrhein-westfälischen Regierungsbezirk Köln in Deutschland.

## Lage
Krebsögersteg liegt westlich von Radevormwald im Tal der Wupper in unmittelbarer Nachbarschaft zu Krebsöge auf der anderen Flussseite, dessen Abspliss es ist. Weitere Nachbarorte sind Wilhelmstal, Lorenzhaus und Rechelsiepen. Am nördlichen Ortsrand befindet sich der Haltepunkt Wilhelmstal der stillgelegten Wuppertalbahn, der über einen Steg über die Wupper erreichbar ist. Ein Vorgangängerbau dieses Stegs war auch namensgebend für den Ort.
Nahe der Ortschaft münden zwei Gewässer in die Wupper. In jeweils 150 Meter Entfernung vom Ort befindet sich flussaufwärts die Mündung des Karthauser Bachs und flussabwärts die des Rechelsiepens.
Politisch wird der Ort durch den Direktkandidaten des Wahlbezirks 130 im Rat der Stadt Radevormwald vertreten.

## Geschichte
Am Steg lautet die Ortsbezeichnung in der Preußischen Uraufnahme von 1840 bis 1843 und ein solcher war auch am Ort neben einer Straßenfurt eingezeichnet. Ab dem Messtischblatt Ausgabe 1927 der topografischen Karte 1:25.000 wird die Ortschaft mit Krebsögersteg benannt.
Für die Anbindung der Fabriken in den Wupperortschaften wurde 1886 der erste Teilabschnitt der Wuppertalbahn gebaut. Bahnstrecke führte am Ort vorbei. Krebsögersteg war über den Haltepunkt Wilhelmstal im Personenverkehr angebunden. Der unterhalb des Haltepunktes Wilhelmstal gelegene heute unter Denkmalschutz stehende Fachwerkhauskomplex Krebsögersteg 1 war um 1900 mit seiner Gastwirtschaft und Biergarten am Wupperufer ein beliebtes Tagesausflugsziel.
1956 wurde die Eisenbahnstrecke zwischen Lennep und Krebsöge eingestellt, 1976 kam das Aus für den Personenverkehr zwischen Radevormwald und Krebsöge und 1980 wurde der reguläre Bahnbetrieb durch die Deutsche Bundesbahn vollständig eingestellt.
Im Gemeindelexikon für die Provinz Rheinland werden für das Jahr 1895 ein Wohnhaus mit sechs Einwohnern angegeben. Der Ort gehörte zu dieser Zeit zur Bürgermeisterei Fünfzehnhöfe innerhalb des Kreises Lennep. 1909 besaß der Ort ein Wohnhaus mit zehn Einwohnern.
1906 wurde die Bürgermeisterei Fünfzehnhöfe in die Stadt Lennep eingemeindet. Lennep wurde wiederum 1929 in Remscheid eingemeindet, die östlichen Randorte wie Krebsögersteg kamen dabei zu Radevormwald.

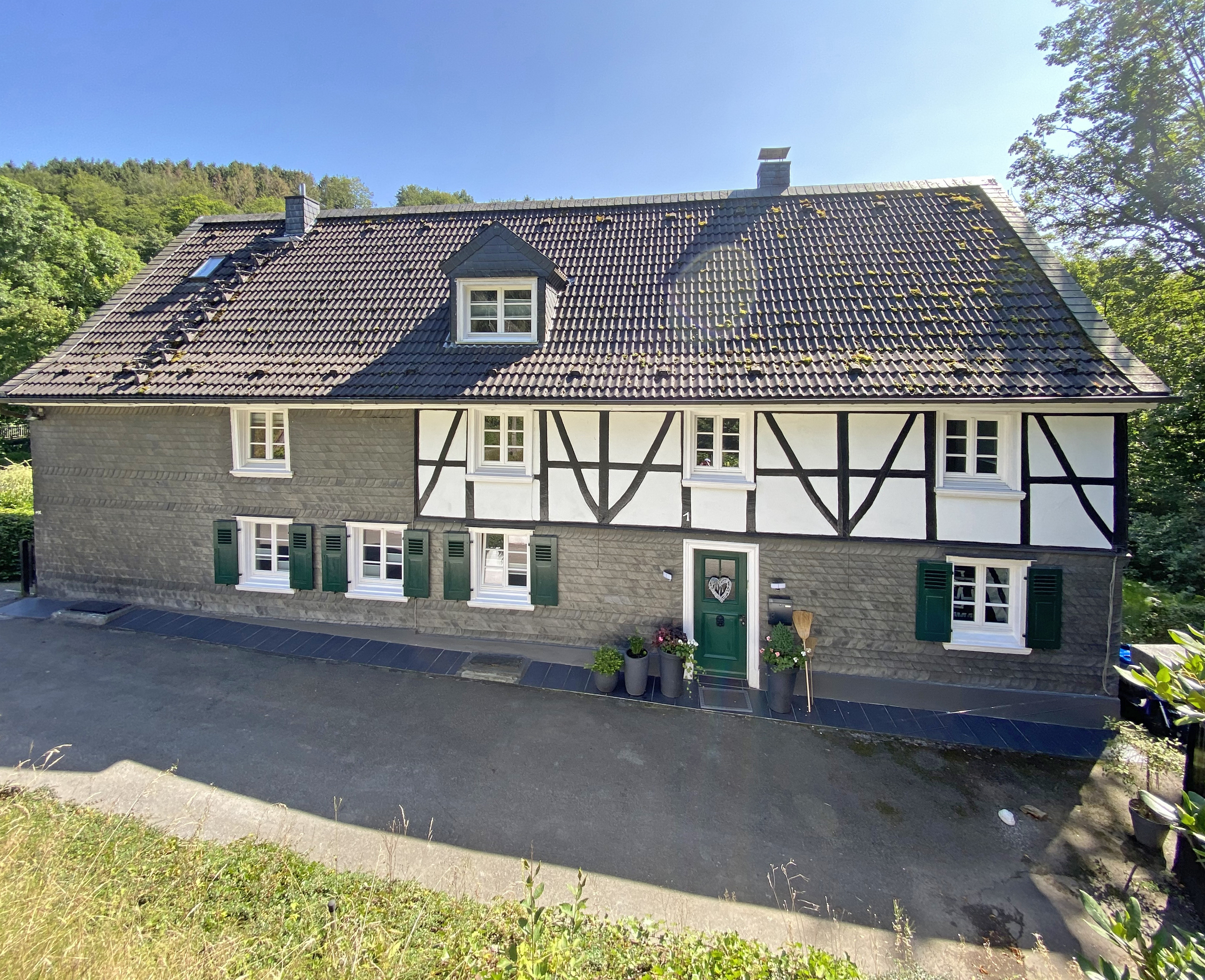
Baudenkmal Krebsögersteg 1 (ehem. Ausflugslokal)
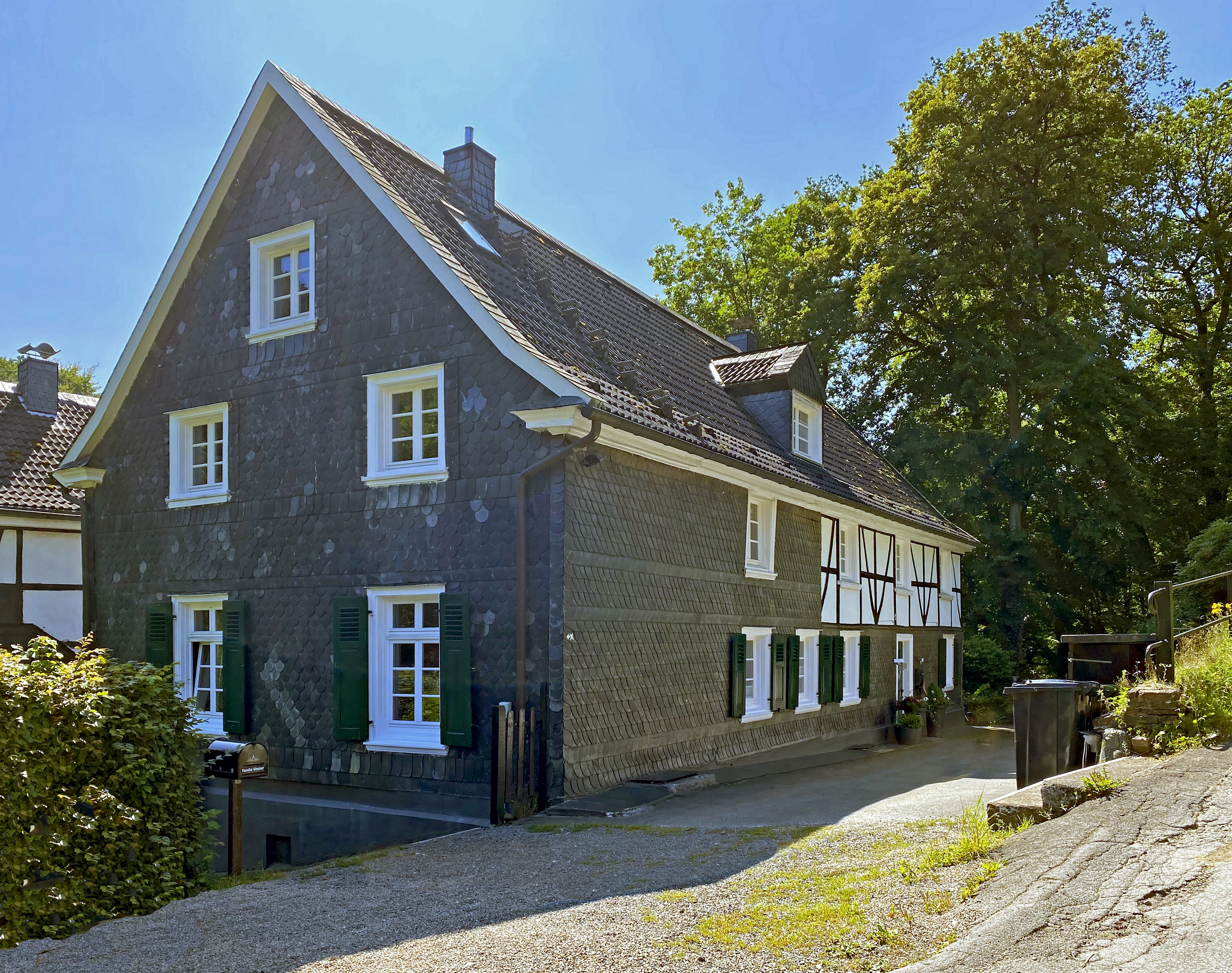
Krebsögersteg 1

## Wanderwege
Folgende Wander- bzw. Radwanderwege führen durch die Ortschaft:
- Die SGV Hauptwanderstrecke X7 (Residenzenweg) von Arnsberg nach Düsseldorf-Gerresheim
- Der Bezirkswanderweg ◇6 (Wupperweg) des SGV Bezirks Bergisches Land
- Der mit der Wegmarkierung (Halbes Mühlrad) ausgezeichnete SGV Bezirkswanderweg (Straße der Arbeit)
- Der Radevormwalder Radwanderweg R2